# Fairey Swordfish
O Fairey Swordfish é um torpedeiro biplano projetado pela Fairey Aviation Company. Ele foi operado a partir de 1936, principalmente pelo Braço Aéreo Naval da Marinha Real Britânica, com versões também sido usadas pela Força Aérea Real, Real Força Aérea Canadense e Marinha Real Holandesa. O Swordfish era na maioria das vezes empregado como aeronave de ataque marítima, mas depois foi também empregado como plataforma antissubmarino e de treinamento.
O Swordfish já estava obsoleto em 1939, porém mesmo assim alcançou enormes sucessos na Segunda Guerra Mundial, como afundar o couraçado italiano Conte di Cavour e danificar os couraçados Duilio e Littorio na Batalha de Tarento, além de danificar o couraçado alemão Bismarck, o que contribuiu para o fim deste. As aeronaves permaneceram nas linhas de frente até o final da guerra em 1945, afundando uma maior tonelagem de navios do Eixo do que qualquer outra aeronave Aliada.

## Galeria

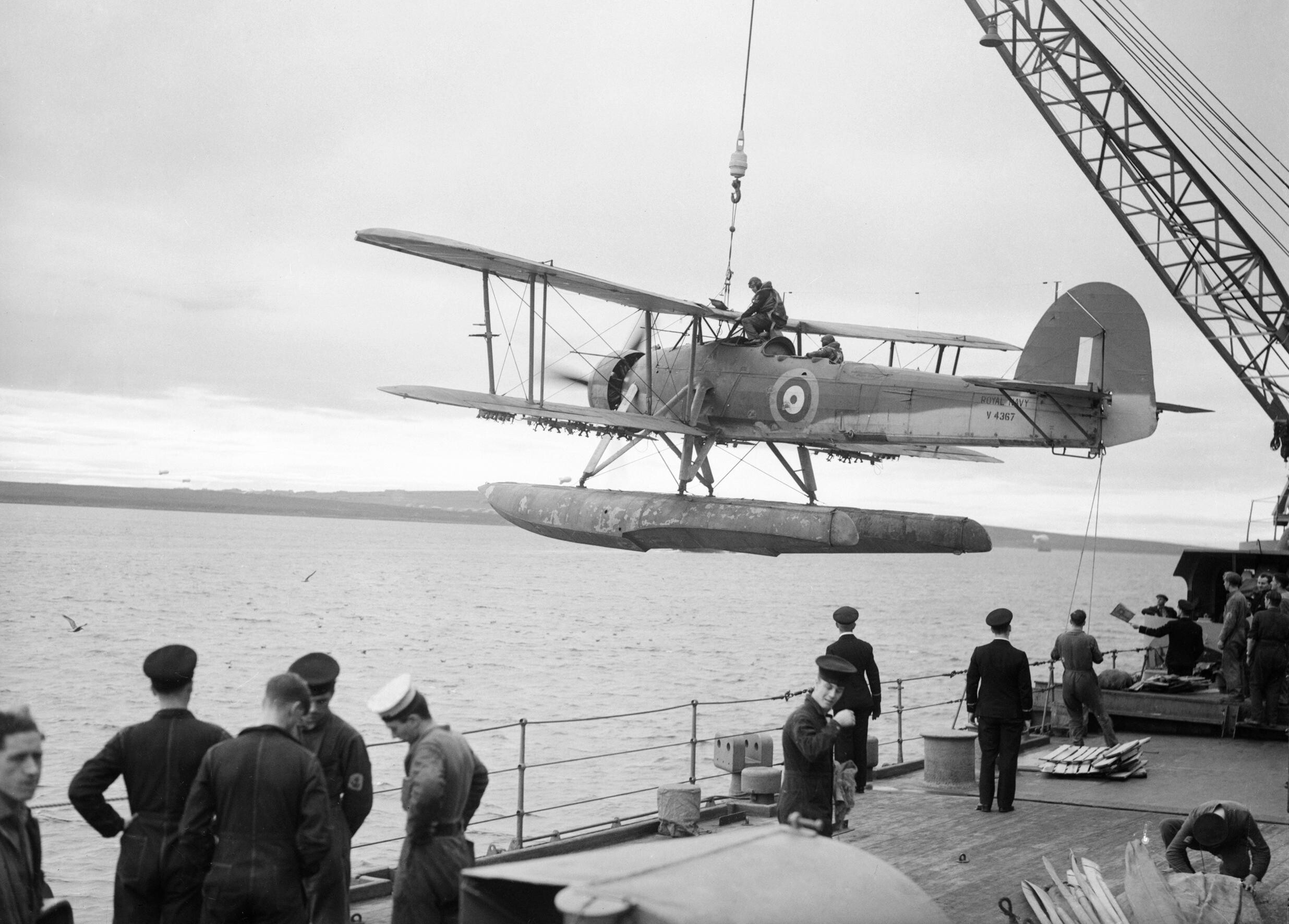
Swordfish com flutuadores sendo içado para o couraçado HMS Malaya em outubro de 1941.
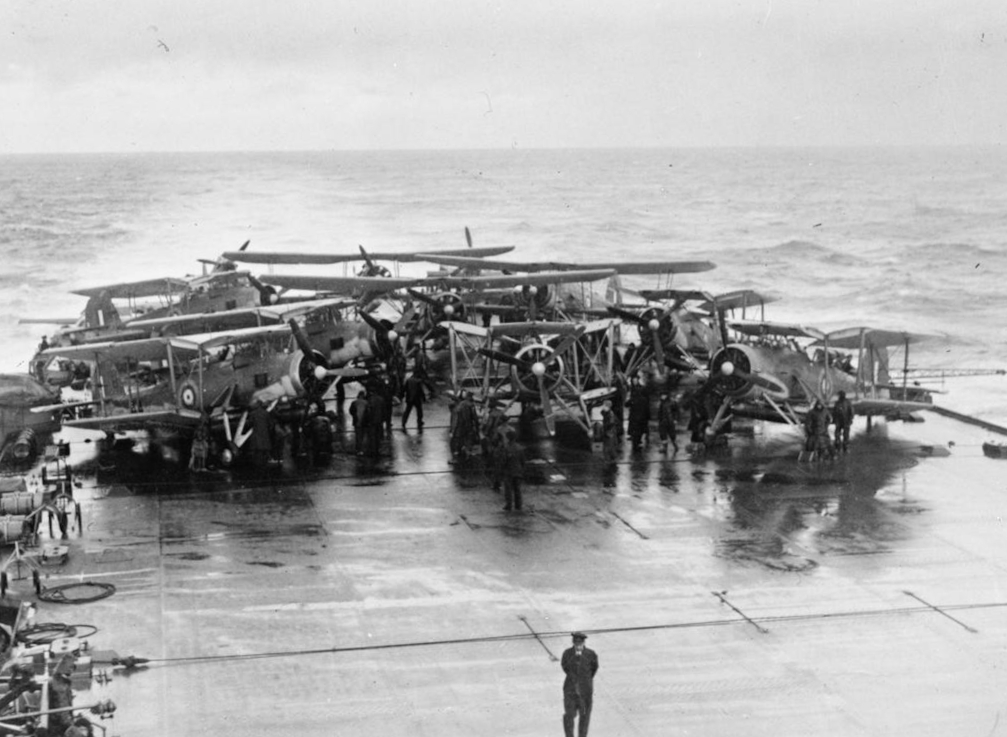
Bombardeiros sworfish antes do deque de voo do HMS Victorious (24 de maio de 1941). No dia 25 de maio de 1941, nove Swordfish saíram do Victorious e atacaram o couraçado alemão Bismarck.
Visão em planos do Swordfish.